# Hutchinson Island South
Hutchinson Island South es un lugar designado por el censo ubicado en el condado de Santa Lucía en el estado estadounidense de Florida. En el Censo de 2010 tenía una población de 5.201 habitantes y una densidad poblacional de 41,75 personas por km².

## Geografía
Hutchinson Island South se encuentra ubicado en las coordenadas 27°19′5″N 80°13′32″O / 27.31806, -80.22556. Según la Oficina del Censo de los Estados Unidos, Hutchinson Island South tiene una superficie total de 124.56 km², de la cual 11.13 km² corresponden a tierra firme y (91.06%) 113.43 km² es agua.

## Demografía
Según el censo de 2010, había 5.201 personas residiendo en Hutchinson Island South. La densidad de población era de 41,75 hab./km². De los 5.201 habitantes, Hutchinson Island South estaba compuesto por el 98.71% blancos, el 0.15% eran afroamericanos, el 0.06% eran amerindios, el 0.6% eran asiáticos, el 0% eran isleños del Pacífico, el 0.06% eran de otras razas y el 0.42% pertenecían a dos o más razas. Del total de la población el 2.21% eran hispanos o latinos de cualquier raza.